# 1904年セントルイスオリンピックの混合チーム選手団
1904年セントルイスオリンピックの混合チーム選手団（1904ねんセントルイスオリンピックのこんごうチームせんしゅだん）は、1904年7月1日から11月23日にかけてアメリカ合衆国のミズーリ州セントルイスで開催された1904年セントルイスオリンピックの混合チーム選手団、およびその競技結果。混合チームは異なった国および地域の選手同士で構成された。

## 概要
今大会は金メダル1個、銀メダル1個の合計2個のメダルを獲得した。

## メダル
| メダル   | 選手名 | 競技         | 種目             |
| -------- | --- | ------------ | ---------------- |
| 金メダル | マヌエル・ディアス（ キューバ） ラモン・フロンスト（ キューバ） アルバートソン・バン・ゾ・ポスト（ アメリカ合衆国）                                                                     | フェンシング | 男子フルーレ団体 |
| 銀メダル | ジム・ライトボディ（ アメリカ合衆国） ウィリアム・ヴァーナー（ アメリカ合衆国） レイシー・ハーン（ アメリカ合衆国） アルベール・コレー（ フランス） シドニー・ハッチ（ アメリカ合衆国） | 陸上         | 男子4マイル団体  |